# По наклонной (фильм, 1927)
«По наклонной» (англ. Downhill; альтернативное название When Boys Leave Home) — немой фильм режиссёра Альфреда Хичкока, снятый в 1927 году по одноимённой пьесе Констанс Колльер и Айвора Новелло, объединённых псевдонимом Давид л’Этранж.

## Сюжет
Родди Бервик — представитель «золотой молодёжи», капитан школьной команды по регби, ложно обвинён в причастности к беременности официантки, которую тот некогда отверг. Лорд Бэрвик, отец Родди, не верит объяснениям сына, и будучи оскорблен до глубины души обвинениями во лжи, герой покидает родительский дом без гроша в кармане. С этого времени начинается жизнь по наклонной…

## В ролях
- Айвор Новелло — Родди Берик
- Робин Эрвин — Тим Уэйкли
- Изабель Джинс — Джулия
- Иэн Хантер — Арчи
- Норман Маккиннел — сэр Томас Берик
- Аннетт Бенсон — Мейбл
- Сибил Роуда — Сибил Уэйкли
- Лилиан Брейтуэйт — леди Берик
- Вайолет Фэйрбрадер — поэтесса
- Бен Уэбстер — доктор Доусон
- Ханна Джонс — портниха
- Джерролд Робертшо — священник генри Уэйкли
- Барбара Готт — мадам Мише
- Элф Годдар — швед
- Дж. Нелсон — Хибберт
- Дейзи Джексон — официантка

## Съёмочная группа
- Режиссёр: Альфред Хичкок
- Сценаристы: Айвор Новелло (пьеса), Констанс Колльер (пьеса), Элиот Стэннард (экранизация)
- Продюсеры: Майкл Бэлкон, С. М. Вулф
- Оператор: Клод Л. Макдоннел
- Художник: Бертрам Эванс
- Монтаж: Айвор Монтегю, Лайонел Рич